# Universidad Arden
La Universidad de Arden es una universidad privada con ánimo de lucro en el Reino Unido. Ofrece una variedad de programas de pregrado y posgrado con opciones de impartición tanto de aprendizaje en modalidad a distancia, como de modalidad mixta. Su sede está en ciudad de Coventry y cuenta con centros de estudios en Birmingham, Mánchester, Londres y Berlín. Originalmente establecida como el Centro de Recursos para el Desarrollo Internacional ( Resource Development International, o RDI por sus siglas en inglés) en 1990. Más tarde sería comprada por la sociedad Capella Education, recibiendo la condición de universidad por parte del gobierno británico en 2015. En agosto de 2016 fue adquirida por Global University Systems. 

## Antecedentes
RDI, institución precursora de la Universidad de Arden, fue fundada en 1990 por el empresario John Holden, estableciendo su sede en la ciudad de Coventry . RDI originalmente ofrecía programas de aprendizaje a distancia para clientes comerciales e industriales y estableció varias operaciones subsidiarias en EE. UU., Europa, África y el Lejano Oriente. En 2010, había cerrado la mayoría de sus filiales extranjeras optando por ampliar sus servicios a modo de incluir títulos de enseñanza a distancia validados por varias universidades del Reino Unido. Su lema era "Aprendizaje sin límites". En 2011, Holden vendió RDI y sus filiales restantes a la marca estadounidense Capella Education. Ésta desarrolló una escuela de negocios en línea con sede en Coventry. 
A RDI se le concedieron poderes para otorgar títulos universitarios en abril de 2014 y al año siguiente se le otorgó el estatus de universidad. Se rebautizó con el nombre 'la Universidad de Arden' en agosto de 2015 con Philip Hallam, ex director ejecutivo de RDI, como vicerrector fundador y director ejecutivo.  Arden fue la primera universidad de educación a distancia que se inauguró en el Reino Unido desde la fundación de la Open University en 1969 y la tercera de tres universidades con fines de lucro creadas durante el intento del entonces gobierno (conservador) para aumentar la competencia en el sector universitario del Reino Unido. Las dos anteriores fueron la Universidad de Derecho (University of Law) en 2012 y la Universidad BPP en 2013. 
Capella Education había comprado originalmente RDI como parte de su estrategia para acelerar la expansión de la empresa en el mercado internacional. Sin embargo, la estrategia no llegó a buen término y Capella puso a la venta la Universidad Arden y sus filiales restantes en febrero de 2016.   La Universidad de Sunderland, que validó algunos de los títulos de RDI, compró la filial Resource Development International en Hong Kong de la Universidad Arden en julio de 2016.  En agosto de ese año, la propia Universidad Arden fue vendida a la empresa Global University Systems (GUS), con sede en los Países Bajos, por 15 millones de libras esterlinas. Otras participaciones de GUS en el Reino Unido incluyen la Universidad de Derecho, el St Patrick's College de Londres y la Escuela de Negocios y Finanzas de Londres .  
A partir de enero de 2016, los programas de grado anteriores validados externamente bajo RDI fueron eliminados gradualmente y reemplazados por programas propios de Arden. En noviembre de 2017, la Universidad Arden tenía una matrícula de 5.700 estudiantes, de los cuales 2.500 estaban matriculados en los programas propios de la universidad. Aproximadamente el 44% de sus estudiantes residían fuera del Reino Unido. En 2019, Carl Lygo sucedió a Philip Hallam como vicerrector y director ejecutivo de la universidad.  

## Programas
La universidad ofrece programas de pregrado y posgrado hasta el nivel de maestría en varios campos. A partir de 2019, estos incluyen negocios y gestión, informática y TI, criminología, análisis de datos, finanzas, diseño gráfico, atención sanitaria y social, gestión de recursos humanos, derecho, mercadotecnia, psicología y turismo.
Varias formaciones ofrecidad por la Universidad de Arden cuentan con la acreditación de organismos profesionales. Entre estos figuran el Chartered Institute of Marketing,  Chartered Management Institute,  British Psychological Society,  y Association for Project Management .  El pregrado en Derecho (LLB Hons) de la universidad cuenta con la debida validación oficial. 
La Universidad Arden se asoció con Karren Brady para ofrecer "El MBA de Karren Brady".  Esto no tuvo éxito por falta de solicitantes y se retiró sin que ningún estudiante se graduara con esta calificación. 
Los cursos de Arden University se pueden estudiar tanto a tiempo completo como a tiempo parcial y se imparten como aprendizaje a distancia y completamente en línea o como aprendizaje combinado que combina clases en línea y presenciales en uno de sus centros de estudio.  La universidad tiene centros de estudios en el Reino Unido en Birmingham y Manchester y tres en Londres en Ealing, Tower Hill y Holborn . Arden también imparte y otorga varios títulos de pregrado y posgrado en su centro de estudios de Berlín en el campus de la Universidad de Ciencias Aplicadas de Europa .  